# 南华大学船山学院
26°53′55″N 112°35′26″E / 26.898726°N 112.590551°E
南华大学船山学院位于湖南省衡阳市常胜西路28号，隶属于南华大学，是其下属学院。

## 历史
南华大学船山学院，始建于2001年。

## 学校院系
南华大学船山学院拥有6大科目，39个专业。

### 科目
- 理工
- 医学
- 文学
- 法学
- 经济学
- 管理学

### 主要专业
- 机械设计制造及其自动化
- 过程装备与控制工程
- 材料成型及控制工程
- 信息管理与信息系统
- 电气工程及其自动化
- 电子信息工程
- 通信工程
- 生物医学工程
- 软件工程
- 计算机科学与技术
- 核工程与核技术
- 土木工程
- 排水工程
- 道路桥梁与渡河工程
- 建筑环境与设备工程
- 建筑学
- 制药工程
- 高分子材料与工程
- 化学工程与工艺
- 预防医学
- 临床医学
- 麻醉学
- 医学影像学
- 医学检验
- 药学
- 环境工程
- 安全工程
- 矿物资源工程
- 汉语言
- 法学
- 艺术设计
- 工业设计
- 国际经济与贸易
- 工商管理
- 市场营销
- 英语
- 会计学
- 护理学

## 校训
明德、博学、求是、致远